# ホンダ・プロジェクト2&4
ホンダ・プロジェクト2&4は、2015年のフランクフルトモーターショーで初公開されたオープンホイールのコンセプトカー。ホンダ・RC213VのV型4気筒エンジンを搭載している。